# مدرسه شهید سلطانی
دبیرستان متوسطه دوره دوم شهید سلطانی  (سازمان ملی پرورش استعدادهای درخشان سمپاد ) برای دانش‌آموزان مستعد در استان البرز و در سه شهر کرج  ( شهید سلطانی 1 ، 3 و 4 ) 1 و 3 در عظیمیه ، 4 در حصارک و ساوجبلاغ ( شهید سلطانی 5 )  و فردیس (شهید سلطانی 2)است. شهید سلطانی یکی از مدارس سراسری است که به طور اختصاصی برای ارائهٔ آموزش برتر برای دانش‌آموزان تیزهوش در ایران توسعه یافته است و توسط سازمان ملی پرورش استعدادهای درخشان اداره می‌شود. دانش‌آموزان این مدرسه از طریق یک آزمون ورودی سنجش هوش در سطح شهر انتخاب می‌شوند و محصلان این مدرسه همانند دورهٔ کالج، به طور عمیق مباحث مختلف را مطالعه می‌کنند.
مساحت این مدرسه 4430 متر مربع است.   اولین مدیر آن سحابعلی فضلی و مدیر دوم آن امیرعبدالله اسحاقی است و مدیر کنونی آن آقای چپردار است.

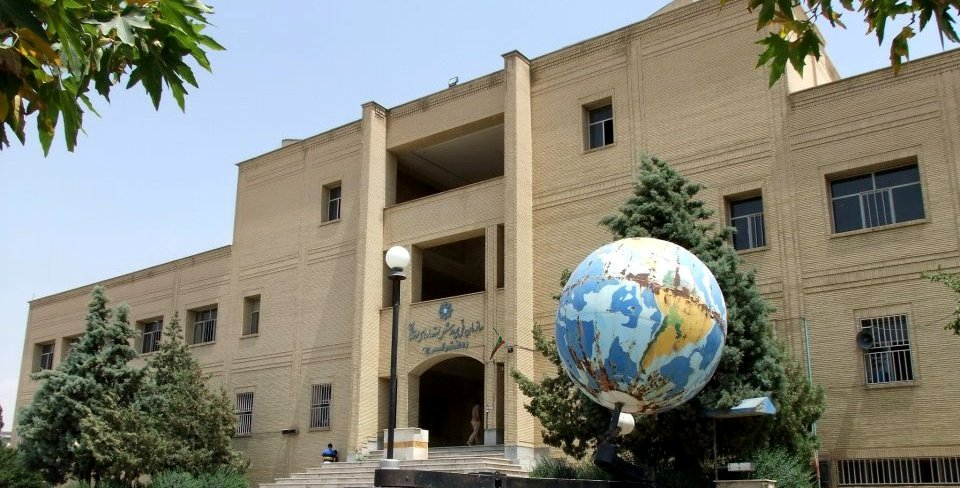
مدرسه شهید سلطانی 3 واقع در جهانشهر کرج

شهید سلطانی در حال حاضر میزبان نمایشگاهی از اکتشافات و اختراعات دانش‌آموزان به نام هوگر است که در هفته آخر هر سال برگزار می‌شود و کاملاً توسط دانش‌آموزان کنترل و مدیریت می‌شود. 
در این مدرسه کلاس های سه رشته نظری رشته علوم تجربی، ریاضی و فیزیک و انسانی و در  شاخه فنی رشته شبکه و نرم افزار رایانه (کامپیوتر) تدریس می شود.